# Анис
Анис (лат. Pimpinella anisum), познат још и као аниш, анасон, слатки јанеж, слатки коморач, слатки копар и слатки кумин, је једногодишња, зељаста биљка из фамилије Apiaceae која израсте од 0,5 до 1 метра висине. Расте у Средоземљу и јужној Азији.
Укус и арома његовог семена имају сличности са неким другим зачинима и биљем, као што су звездасти анис, коморач, сладић и естрагон. Широко се узгаја и користи за ароматизирање хране, слаткиша и алкохолних пића, посебно широм Медитерана.

## Етимологија
Назив „анис“ је изведен преко старофранцуског од латинских речи anīsum или anēthum од грчког ἄνηθον ánēthon, што се односи на мирођију.
Једна застарела енглеска реч за анис је anet, такође долази од anīsum.

## Особине
- Има гранату, меким, пахуљастим длачицама покривену шупљу стабљику. Стабљика почиње да се грана на 2/3 висине
- Цветови су бели, распоређени у штитасте цвасти. Латице су прекривене ситним длачицама. Расту у китама у облику изврнутог сунцобрана. Садрже ароматично уље, тако да имају пријатан мирис.
- Листови се при дну састоје од 3 округласто урезана листића, средњи листови су прстенасти, а горњи уско крпасто раздељени.
- Плод је јајастог облика, према врху сужен, а са страна мало стиснут, дугачак 3 до 6 милиметара. Боја плода је светло зеленосива. Плод (семе) се употребљава и као зачин и као лек.
- Корен је танак и вретенаст.

Лековити делови биљке су плод, односно зрело семе које се скупља само по сувом времену.

## Лековито деловање
Семе аниша делује против надимања, умирује грчеве, јача желудац и поспешује варење и одвод штетних сокова из организма. Такође чисти крв и јача живце. Чисти од слузи плућа, желудац и бубреге, јача органе за варење, поправља неуредну менструацију и отклања несаницу.
Такође се користи у производњи колача и слаткиша, козметичких производа и производњи ликера. Употребљава се и у производњи алкохолних пића (мастика).
Прави анис се данас употребљава тек у незнатним количинама јер га је потиснуо звездасти анис који има мирис и укус аниса, али ботанички није ни у каквој вези са њим. Сличног мириса је и лофант.

## Узгој
Семе биљке се сади у априлу, а плод скупља крајем августа. Плод сам опада, а сазрева неравномерно. Принос је око 1t/ha.
Први пут анис се помиње на египатском папирусу који се датира на око 1500 година п. н. е.
Западне кухиње већ дуго користе анис за укус јела, пића и слаткиша. Реч се користи и за врсту биљке и за њен укус сличан сладићима. Најснажнија компонента укуса етеричног уља аниса, анетола, налази се у анису и невезаном зачину који је аутохтон за северну Кине, званог звездасти анис (Illicium verum), који се широко користи у јелима јужне, југоисточне и источне Азије. Звездасти анис је знатно јефтинији за производњу и постепено је заменио P. anisum на западним тржиштима. Док се раније произвођен у већим количинама, до 1999. године светска производња етарског уља аниса износила је само 8 тона, у поређењу са 400 тона звездастог аниса.

## Употребе

### Композиција
Као и свих зачина састав аниса знатно варира у зависности од порекла и начину узгоја. Ово су типичне заступљености главних састојка.
Влага: 9–13%
Протеин: 18%
Масне киселине: 8–23%
Етерично уље: 2–7%
Скроб: 5%
Безазотни екстракт: 22–28%
Сирова влакна: 12–25%
Специфично, производи од анисовог семена такође треба да садрже више од 0,2 милилитра испарљивог уља на 100 грама зачина.

### Алкохолно пиће
Анис се користи за ароматизирање грчког уза и мастике; италијанске самбуке; француског абсинта, анисета и пастиса; шпанског анис де чинчона, аниса, анисада и биља Мајорке; турске и јерменске раки; либанске, египатске, сиријске, јорданске, палестинске и израелске араке; и алжирског Анисет кристала. Изван медитеранског региона, налази се у колумбијском аквардиенту и мексичком екстабентуну. Ове алкохолна пића су бистра, али након додавања воде постају мутна, што је феномен познат као узо ефекат.
Анис се користи заједно са другим биљем и зачинима у неким коренским пивима, као што је Вирџилс у Сједињеним Државама.

### Етерично уље
Анисово етерично уље се може добити из плодова било парном дестилацијом или екстракцијом помоћу суперкритичног угљен диоксида. На принос етеричног уља утичу услови узгоја и процес екстракције, при чему је екстракција суперкритичним гасом ефикаснија. Без обзира на метод изолације, главна компонента уља је анетол (80–90%), са мањим компонентама укључујући 4-анисалдехид, естрагол и псеудоизоеугенил-2-метилбутират, између осталих. Анетол је одговоран за карактеристичан мирис и укус аниса.